# 横浜市立寛政中学校
横浜市立寛政中学校（よこはましりつ かんせいちゅうがっこう）は、神奈川県横浜市鶴見区寛政町23-1に所在する公立中学校。

## 沿革

### 年表
- 1957年（昭和32年） - 横浜市立潮田中学校寛政分校として開校
- 1962年（昭和37年） - 横浜市立寛政中学校開校
- 1963年（昭和38年） - 校旗制定、校歌決定
- 1998年（平成10年） - 新校舎落成

## 教育目標
- 学力向上アクションプラン
- 豊かな心の育成推進プラン
- 体育・健康プラン

## 部活動

### 運動系部活動
- 野球部
- サッカー部
- バスケットボール部
- 陸上競技部
- 女子バドミントン部
- 卓球部

### 文化系部活動
- 音楽部
- 美術部
- 園芸部

## 通学区域
- 朝日町1丁目 - 全域
- 安善町 - 全域
- 扇島
- 小野町
  - 33番地-35番地
  - 37番地-67番地
- 寛政町
- 汐入町1丁目 - 全域
- 汐入町2丁目 - 全域
- 汐入町3丁目 - 全域
- 下野谷町4丁目
- 末広町2丁目 - 全域
- 仲通1丁目 - 全域
- 仲通3丁目 - 全域
- 浜町 - 全域
- 弁天町
  - 2番地-21番地
- 本町通4丁目 - 全域

## 進学前小学校
- 横浜市立入船小学校
- 横浜市立汐入小学校